# Головин, Александр Сергеевич (борец)
Головин Александр Сергеевич (род. 18 сентября 1995 года) — российский борец греко-римского стиля, представляющий на соревнованиях Краснодарский край, призёр Европейских игр 2019 года, чемпионата Европы 2020 года и призёр чемпионатов России, мастер спорта России международного класса. Член сборной команды страны с 2016 года.

## Биография
Проживает в городе Новороссийск.
С семи лет занимается борьбой, мама привела в этот вид спорта. Серьёзно относиться к тренировкам начал с 14-15 лет. В 17 лет стал членом молодёжной сборной России. В составе сборной России, принял участие в Европейских играх 2019 года, где стал бронзовым призёром.
В феврале 2020 года на чемпионате континента в итальянской столице, в весовой категории до 97 кг Александр в схватке за бронзовую медаль поборол спортсмена из Чехии Артура Омарова и завоевал бронзовую медаль европейского первенства.

## Спортивные результаты
- Чемпионат Мира по борьбе среди спортсменов до 23 лет 2017 — ;
- Чемпионат Европы по борьбе среди спортсменов до 23 лет 2018 — ;
- Чемпионат Мира по борьбе среди спортсменов до 23 лет 2018 — ;
- Чемпионат России по греко-римской борьбе 2017 — ;
- Чемпионат России по греко-римской борьбе 2019 — ;
- Гран-при Ивана Поддубного 2018 года — ;
- Межконтинентальный Кубок АЛРОСА 2016 — .
- Чемпионат России по греко-римской борьбе 2020 — ;
- Чемпионат России по греко-римской борьбе 2021 — ;
- Чемпионат России по греко-римской борьбе 2022 — ;
- Чемпионат России по греко-римской борьбе 2023 — ;
- Чемпионат России по греко-римской борьбе 2024 — ;